# UFC on ESPN: Blaydes vs. Daukaus
 UFC on ESPN: Blaydes vs. Daukaus (conosciuto anche come UFC on ESPN 33)  è stato un evento di arti marziali miste tenuto dalla Ultimate Fighting Championship il 26 marzo 2022 alla Nationwide Arena di Columbus, negli Stati Uniti.

## Risultati
|                  | Divisione            |                    |                 |                      | Metodo                                      | Round           | Tempo           | Premio          |
| Card Principale  | Card Principale      | Card Principale    | Card Principale | Card Principale      | Card Principale                             | Card Principale | Card Principale | Card Principale |
| ---------------- | -------------------- | ------------------ | --------------- | -------------------- | ------------------------------------------- | --------------- | --------------- | --------------- |
|                  | Pesi massimi         | Curtis Blaydes     | batte           | Chris Daukaus        | KO tecnico (pugni)                          | 2               | 0:17            | POTN            |
|                  | Pesi mosca femminili | Alexa Grasso       | batte           | Joanne Wood          | Sottomissione (rear-naked choke)            | 1               | 3:57            |                 |
|                  | Pesi welter          | Bryan Barberena    | batte           | Matt Brown           | Decisione non unanime (29–28, 28–29, 29–28) | 3               | 5:00            | FOTN            |
|                  | Pesi mosca           | Kai Kara-France    | batte           | Askar Askarov        | Decisione unanime (29–28, 29–28, 29–28)     | 3               | 5:00            |                 |
|                  | Pesi welter          | Neil Magny         | batte           | Max Griffin          | Decisione non unanime (29–28, 28–29, 29–28) | 3               | 5:00            |                 |
|                  | Pesi leggeri         | Marc Diakiese      | batte           | Viacheslav Borshchev | Decisione unanime (29–28, 28–29, 29–28)     | 3               | 5:00            |                 |
| Card Preliminare |                      |                    |                 |                      |                                             |                 |                 |                 |
|                  | Pesi gallo femminili | Sara McMann        | batte           | Karol Rosa           | Decisione unanime (29–28, 29–28, 29–28)     | 3               | 5:00            |                 |
|                  | Pesi gallo           | Chris Gutiérrez    | batte           | Danaa Batgerel       | KO tecnico (pugno girato e gomitate)        | 2               | 2:34            | POTN            |
|                  | Pesi medi            | Aliaskhab Khizriev | batte           | Denis Tiuliulin      | Sottomissione tecnica (rear-naked choke)    | 2               | 1:58            |                 |
|                  | Pesi mosca femminili | Manon Fiorot       | batte           | Jennifer Maia        | Decisione unanime (30–27, 30–27, 30–27)     | 3               | 5:00            |                 |
|                  | Pesi mosca           | Matheus Nicolau    | batte           | David Dvořák         | Decisione unanime (29–28, 29–28, 29–28)     | 3               | 5:00            |                 |
|                  | Pesi piuma           | Luis Saldaña       | batte           | Bruno Souza          | Decisione unanime (29–28, 29–28, 29–28)     | 3               | 5:00            |                 |

## Premi
I lottatori premiati ricevettero un bonus di 50.000 dollari.
Legenda:
- FOTN: Fight of the Night (vengono premiati entrambi gli atleti per il miglior incontro dell'evento)
- POTN: Performance of the Night (viene premiato il vincitore per la migliore performance dell'evento)